# 2nd LIVE TOUR 2007 ~Five in the Black~
《2nd LIVE TOUR 2007 ~Five in the Black~》은 그룹 동방신기의 홀 투어 위주로 치러진 두 번째 일본 콘서트 투어이다.

## 개요
동방신기는 THE 2ND ASIA TOUR CONCERT "O"의 서울 공연 무대에서 일본 내 9개 지역을 순회하는 일본 투어 콘서트 계획을 발표했다. 이전 투어인 1st LIVE TOUR 2006 ~Heart,Mind and Soul~ 당시처럼 전 좌석 표가 모두 팔릴 정도로 호응이 좋아 다음 달에 2회 분량의 무도관 공연 일정이 추가되었다. 2만 2천 장에 달하는 무도관 공연 좌석 표는 예매 사이트가 열린 지 3분 만에 매진되었다.

## 투어 일정
| 일정            | 도시 | 장소                       | 관객 동원     |
| --------------- | ---- | -------------------------- | ------------- |
| 2007년 5월 10일 | 장야 | 나가노 선플라자            | 2,200명       |
| 2007년 5월 12일 | 대판 | 오사카 후생연금회관 대강당 | 통산 6,000명  |
| 2007년 5월 13일 | 대판 | 오사카 후생연금회관 대강당 | 통산 6,000명  |
| 2007년 5월 16일 | 신석 | 니가타 현민회관 대강당     | 1,700명       |
| 2007년 5월 18일 | 삽곡 | C.C. Lemon 홀              | 통산 4,000명  |
| 2007년 5월 19일 | 삽곡 | C.C. Lemon 홀              | 통산 4,000명  |
| 2007년 5월 23일 | 찰황 | 삿포로 시 교육문화회관     | 1,000명       |
| 2007년 5월 27일 | 선대 | 센다이 시민회관 대강당     | 1,300명       |
| 2007년 5월 29일 | 신호 | 고베 국제회관 국제 홀      | 2,100명       |
| 2007년 5월 31일 | 자하 | 비와호 홀 대강당           | 1,800명       |
| 2007년 6월 2일  | 애지 | 아이치현 예술 극장 대강당  | 통산 5,000명  |
| 2007년 6월 3일  | 애지 | 아이치현 예술 극장 대강당  | 통산 5,000명  |
| 2007년 6월 15일 | 복강 | 후쿠오카 선 팰리스         | 통산 4,600명  |
| 2007년 6월 16일 | 복강 | 후쿠오카 선 팰리스         | 통산 4,600명  |
| 2007년 6월 18일 | 동경 | 일본무도관                 | 통산 22,000명 |
| 2007년 6월 19일 | 동경 | 일본무도관                 | 통산 22,000명 |

## 세트 리스트
- Opening VCR -
- ZION
- Choosey Lover
- The Way U Are

- Ment -
- Step By Step
- 約束 (약속)
- Begin

- VCR #2 -
- DEAD END
- Rising Sun

- VCR #3 -
- Hug_Accapella Ver.

- Ment -
- I'll Be There
- 明日は来るから (내일은 오니까)
- My Destiny

- Dancer Introduction -
- miss you
- Somebody To Love

- Ment -
- NO PAIN NO GAIN
- High Time
- "O"-正.反.合.

- Encore -
- Sky

- Ment -
- Lovin' you

- Ment -
- Hello Again

- Double Encore (6월 19일 한정) -
- PROUD